# Deriba Caldera
Deriba Caldera – najwyższe wzniesienie gór Dżabal Marra o wysokości 3042 metrów n.p.m., w Darfurze, w zachodnim Sudanie. Krater został nowym najwyższym punktem Sudanu, po ogłoszeniu niepodległości przez Sudan Południowy. Zewnętrzny krater ma od 5 do 8 kilometrów średnicy. Wewnętrzny krater jest wypełniony przez jezioro wulkaniczne.